# 王瑞駪
王瑞駪（英語：。浙江省蕭山縣人，1921年3月16日—2016年1月17日），化學家，中央研究院院士、美國文理科學院院士。

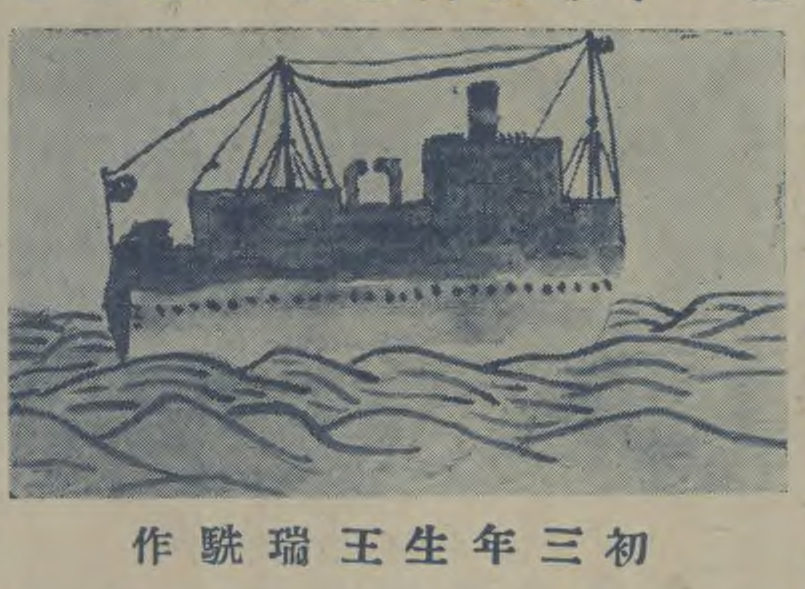
初三年生王瑞駪作

## 生平
1945年畢業於國立西南聯合大學，隨後出國留學，1949年獲得美國聖路易華盛頓大學博士學位，1949年至1951年留校擔任博士後研究員。1951年至1953年轉赴耶魯大學擔任博士後研究員，1953年至1962年間歷任化學講師、助教授、副教授、教授。1962年至1964年擔任化學的「尤金·希金斯教授」，1964年至1972年擔任化學與分子生物物理學的「尤金·希金斯教授」。1972年起擔任紐約州立大學水牛城分校的科學「愛因斯坦教授」迄今。
他的專長為化學、生物化學、應用物理學，曾經於1960-1961年及1971-1972年兩度獲得Guggenheim Fellow，1966年獲選為中央研究院院士，1970年獲選為美國藝術與科學院院士。